# Tejgaon
Tejgaon är en ort i Bangladesh. Den ligger i den centrala delen av landet, i huvudstaden Dhaka. Tejgaon ligger 17 meter över havet och antalet invånare är 220 012.
Terrängen runt Tejgaon är mycket platt. Runt Tejgaon är det mycket tätbefolkat, med 10 000 invånare per kvadratkilometer.. Närmaste större samhälle är Dhaka, 6,1 km söder om Tejgaon.
Runt Tejgaon är det i huvudsak tätbebyggt.